# Greg Coleman
Gregory Jerome Coleman (n. Jacksonville, Florida, 9 de septiembre de 1954) es un exjugador estadounidense de fútbol americano que ocupaba en la posición de Punter en la Liga Nacional de Fútbol (del inglés: National Football League) durante un período de 12 años en los siguientes equipos: Cleveland Browns (1977), Minnesota Vikings (1978-1987) y Washington Redskins (1988). Jugó fútbol americano universitario en la Florida A&M University, siendo reclutado por los Cincinnati Bengals en el Draft de la NFL de 1976.